# Paractora moseleyi
Paractora moseleyi är en tvåvingeart som först beskrevs av Austen 1913.  Paractora moseleyi ingår i släktet Paractora och familjen Helcomyzidae. Inga underarter finns listade i Catalogue of Life.